# Varga Mátyás (grafikus)
Varga Mátyás (Budapest, 1910. december 1. – Szeged, 2002. október 28.) magyar grafikusművész, színházi előadások és filmek díszlet- és jelmeztervezője, tanár és múzeumalapító, a Szegedi Nemzeti Színház örökös tagja.

## Élete
Főiskolai tanulmányokat a Képzőművészeti- és az Iparművészeti Főiskolán folytatott 1926-1929 között. Mesterei voltak: Steyn János, Kürthy György, Varga Nándor Lajos.
Oklevelének megszerzése után 1930–1931 között a szegedi, 1934–1939 között a budapesti Nemzeti Színházban, 1939–1941 között a Hunniánál és a Magyar Filmirodánál dolgozott. 1941–1944 között a kolozsvári, 1944–től pedig ismét a fővárosi Nemzeti Színházban működött. 1948–1950 között a Színház- és Filmművészeti Főiskolán tanított. 1952–1956 között az Iparművészeti Főiskola díszlettervező tanszakán tanított. 1936–1939 illetve 1959–1991 között a Szegedi Szabadtéri Játékok színpadképeinek tervezésével foglalkozott.
1943-tól kiállító művész. 1987-ben saját színháztörténeti kiállítóházát (Szeged, Bécsi körút 11/A) egész életművével Szegednek adományozta. A Móra Ferenc Múzeum Varga Mátyás Színháztörténeti Kiállítóházaként működik, melyben minden érdeklődő képet kaphat a Szegedi Szabadtéri Játékok történetéről és Varga Mátyás díszlettervezői munkásságáról. A múzeum színvonalas kulturális rendezvényeknek is helyszínt biztosít.
Varga Mátyás Szegeden hunyt el 2002. október 28-án, a szegedi Belvárosi temetőben nyugszik.

## Művészete
„A drámai tér alakításának elsődlegessége, színpadépítkezés észszerűsége és funkcionalitása, a drámai cselekményt meghatározó kort és környezetet idéző jelzésértékű stilizált színpadi világ, valamint a fényeffektusok térképező használata jellemzi díszlet- és jelmeztervezői művészetét.”

## Kiállításai (válogatás)[4]

### Egyéni
- 1967 Móra Ferenc Múzeum Képtára, Szeged
- 1970 Magyar Nemzeti Galéria, Budapest (életmű-kiállítás)
- 2002 Móra Ferenc Múzeum,  Szeged (A kiállítás címe: Díszlet és jelmez)

### Csoportos
- 1943 A kolozsvári Műcsarnok megnyitó kiállítása; A Barabás Miklós Céh képzőművészeti kiállítása, Kolozsvár
- 1944 A Barabás Miklós Céh képzőművészeti kiállítása, Nemzeti Szalon,[5] Budapest

## Művek, melyekhez a díszleteket készítette

### Színművek
- Madách Imre: Az ember tragédiája
- Katona József: Bánk bán
- Vörösmarty Mihály: Csongor és Tünde
- William Shakespeare: Hamlet, III. Richard, Othello, Lear király, Antonius és Cleopatra
- Molière: A fösvény, Nők iskolája,
- O’Neill: Amerikai Elektra
- Illyés Gyula: Fáklyaláng
- Németh László: Széchenyi
- Kós Károly: Budai Nagy Antal
- Gogol: A revizor
- Makszim Gorkij: Jegor Bulicsov

### Operák
- Erkel Ferenc: Hunyadi László
- Erkel Ferenc: Bánk bán
- Kodály Zoltán: Háry János
- Giuseppe Verdi: Aida
- Giuseppe Verdi: Traviata
- Wolfgang Amadeus Mozart: Szöktetés a szerájból
- Giacomo Puccini: Turandot
- Giacomo Puccini: Bohémélet
- Mogyeszt Petrovics Muszorgszkij: Hovanscsina[6]

### Musicalek
- István, a király
- Atilla – Isten kardja (rockopera)

### Filmek
- Tokaji aszú (1940)
- Földindulás (1940)
- Eladó birtok (1941)
- Havasi napsütés (1941)
- Ének a búzamezőkről (1947)
- Könnyű múzsa (1947)
- Beszterce ostroma (1948)
- Janika (1949)
- Szabóné (1949)
- Nyugati övezet (1952)
- A harag napja (1953)
- Kiskrajcár (1953)
- Rokonok (1954)
- Liliomfi (1954)
- Budapesti tavasz (1955)
- A 9-es kórterem (1955)
- Tanár úr kérem… (1956)
- Mese a 12 találatról (1956)
- Az eltüsszentett birodalom (1956) (1990-ben mutatták be)
- Dollárpapa (1956)
- Az élet hídja (1956)
- Gábor diák (1956)
- Bakaruhában (1957)
- Égi madár (1957)
- Vasvirág (1958)
- A harminckilences dandár (1959)
- Katonazene (1961)
- Pacsirta (1963)
- Mit csinált felséged 3-tól 5-ig? (1964)
- A képzelt beteg (1971)
- Trotta (1971)
- Irgalom (1973)
- Hungária kávéház (1974-1977)
- Hét tonna dollár (1974)
- Fürdés (1974)
- Kínai kancsó (1974)
- Árvácska (1976)
- Mednyánszky (1978)
- Fekete rózsa (1980)
- A sipsirica (1980)
- Karcsi kalandjai (1980)
- Színes tintákról álmodom (1980)
- A különc (1980)
- A névtelen vár (1982)
- Zenés TV Színház (1982)

## Díjak, elismerések
- Párizsi Világkiállítás ezüstérme (1937)
- Érdemes művész (1955)
- Kossuth-díj (1956)
- Kiváló művész (1982)
- SZOT-díj (1989)
- Bartók–Pásztory-díj (1989)
- Szeged díszpolgára (1990)
- A Szegedért Alapítvány fődíja (1993)
- A Magyar Köztársasági Érdemrend tisztikeresztje (1993)
- Dömötör-életműdíj (1999)